# Rothmannia manganjae
Rothmannia manganjae är en måreväxtart som först beskrevs av William Philip Hiern, och fick sitt nu gällande namn av Ronald William John Keay. Rothmannia manganjae ingår i släktet Rothmannia och familjen måreväxter. Inga underarter finns listade i Catalogue of Life.